# Rounala
Rounala is de aanduiding van een plaats in het noorden van Zweden waar tussen 1530 en 1714 een kerk heeft gestaan, waarvan de herinnering nog steeds in ere wordt gehouden. De plaats ligt in de gemeente Kiruna op minder dan 40 km van Treriksröset, het drielandenpunt met Finland en Noorwegen. 
Rounala was in vroeger tijden het geloofs- en ook handelscentrum van de gekerstende Saami en ligt enkele kilometers landinwaarts vanaf de Könkämä. De kerk en begraafplaats werden vermoedelijk rond 1530 op kosten van drie Saami-broers gebouwd en ingericht. Er vond in 1698 een renovatie plaats, maar de kerk werd in 1714 afgebroken en er werd in Markkina een nieuwe gebouwd. Het hout werd ten slotte in 1798 aan de bewoners van het Tornedal verkocht. Men vermoedt dat het hout voor een gasthuis in Vittangi is gebruikt of zelfs Noorwegen. Er staat sinds 1914 een stenen kruis om aan de kerk te herinneren. Een voetpad leidt er van de Finse oevers van de Könkämä heen, ongeveer acht kilometer lopen door ruw terrein.
Rounala hoorde al bij Zweden in de tijd dat Zweden nog over Finland en Noorwegen heerste, maar in die tijd leefden er in de omgeving vooral Finnen en Saami.